# Porte Saint-Victor

La porte Saint-Victor était une porte de l'ancienne enceinte de Philippe Auguste.

## Situation
Elle se situait rue Saint-Victor, entre les rues des Fossés-Saint-Victor et des Fossés-Saint-Bernard, c'est-à-dire actuellement approximativement au niveau du no 2 de la rue des Écoles où figure désormais, sur un immeuble moderne, une plaque qui rappelle sa présence passée. Avant la construction de cet immeuble du début des années 1980, des vestiges de l'enceinte étaient encore visibles.

## Origine du nom
Elle tenait son nom de la rue Saint-Victor où elle était située.

## Historique
Édifiée au début du XIIIe siècle, la porte Saint-Victor fut reconstruite en 1568 et détruite en 1684.

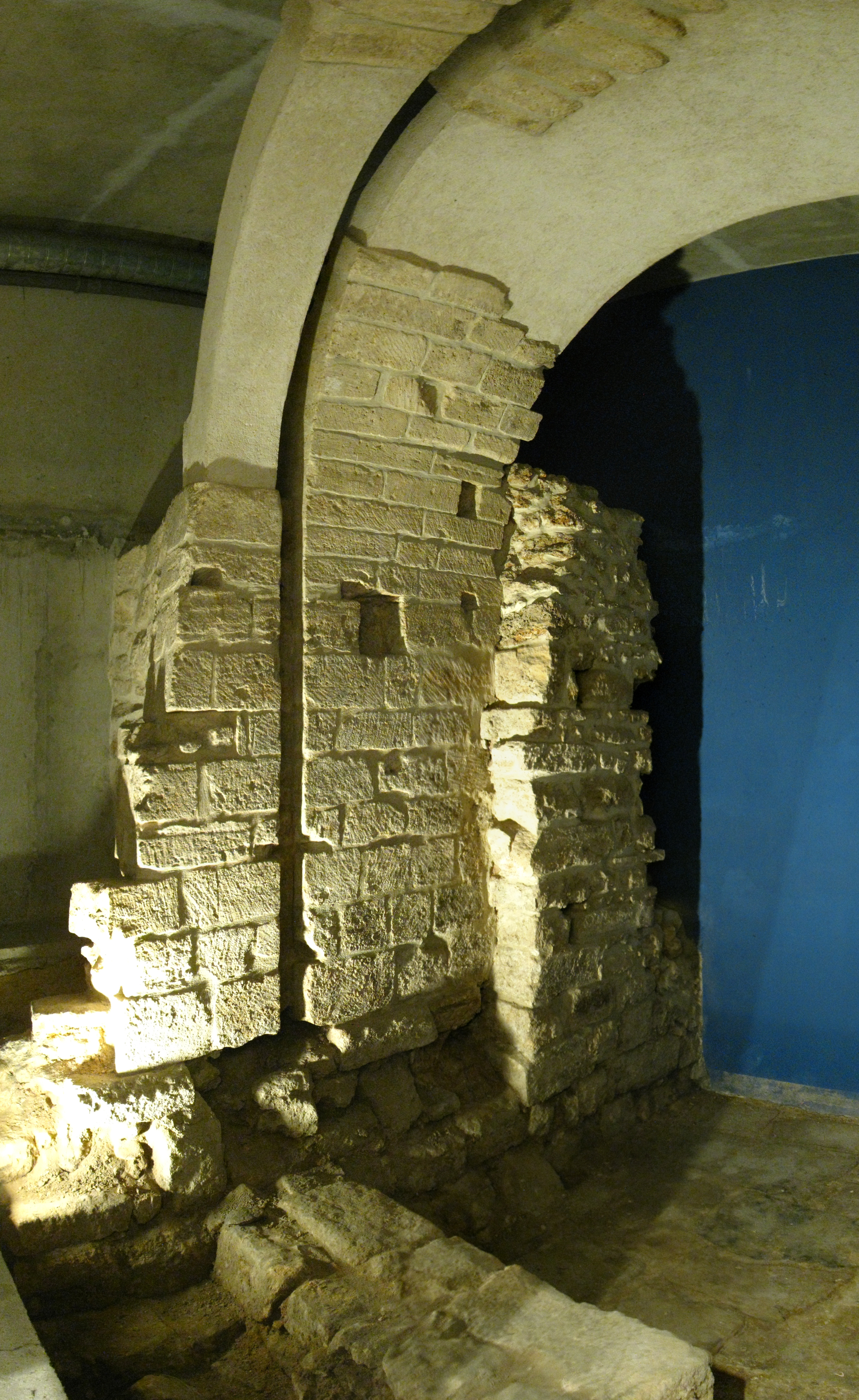
Arche conservée.
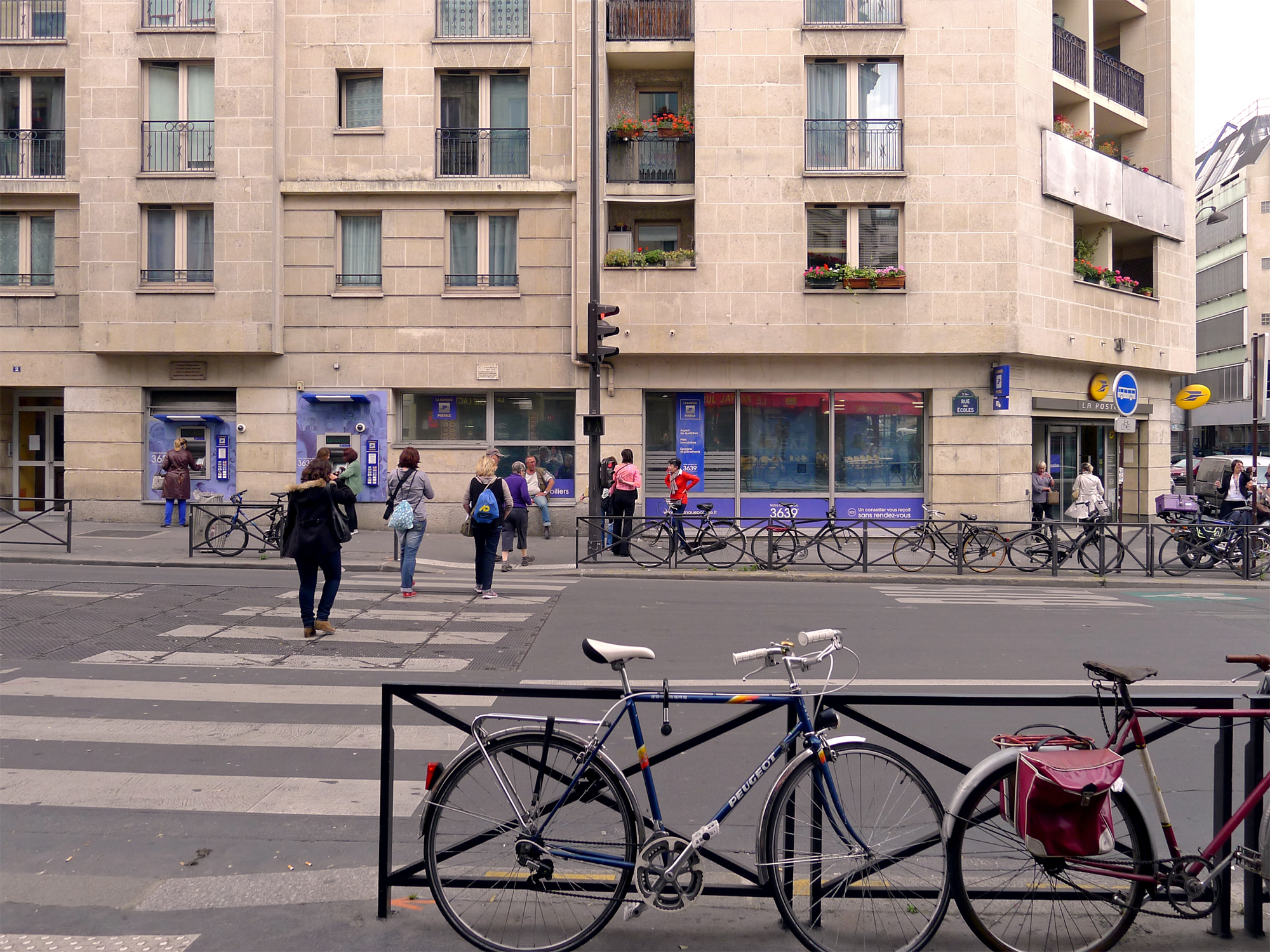
No 2.
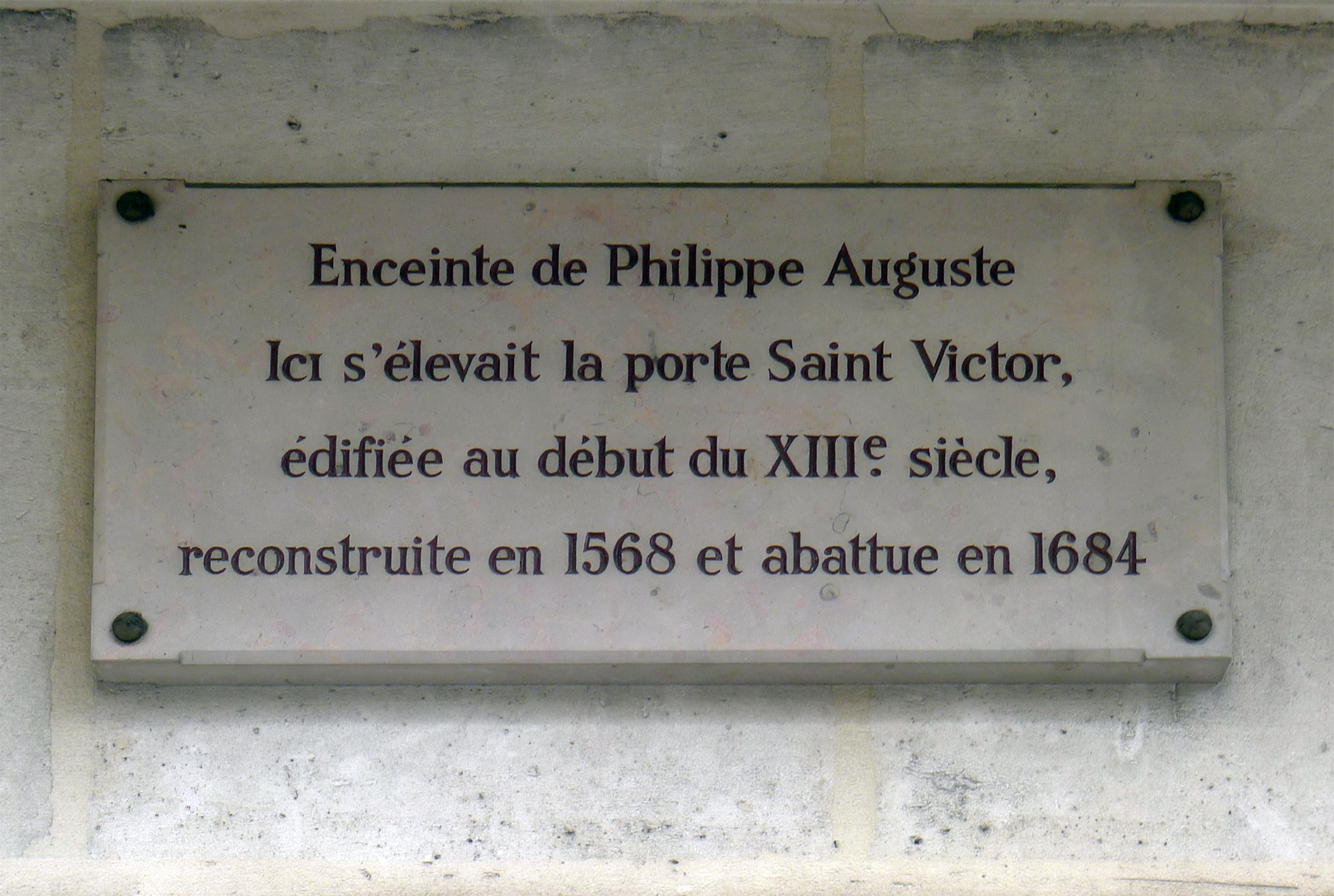
Plaque.
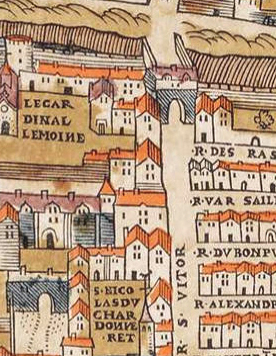
La porte Saint-Victor sur le plan de Truschet et Hoyau (1550).